# Deborah Jean Ross
Pour les articles homonymes, voir Ross.
Ne pas confondre avec la journaliste et écrivaine britannique Deborah Ross.
Œuvres principales
- La Romance de Ténébreuse

Deborah Jean Ross, plus généralement appelée Deborah J. Ross, née le 15 avril 1947 à New York, est une écrivaine américaine de fantasy et de science-fiction. Elle a longtemps écrit sous son nom marital, Deborah Wheeler, avant de se mettre à utiliser son nom de naissance en 1999.

## Biographie
Deborah J. Ross a passé son enfance et sa jeunesse en Californie et en Oregon, où elle a suivi des études de biologie, de psychologie et de chiropratique (elle possède un doctorat dans cette dernière discipline). Elle a aussi étudié les arts martiaux (en particulier le tai-chi-chuan et le kung fu san soo), ce qui l'a amené à assurer la sécurité de son amie Marion Zimmer Bradley lors des conventions World Fantasy. 
Deborah J. Ross vit dans le comté de Santa Cruz en Californie.

## Carrière littéraire
Deborah J. Ross publie sa première nouvelle, Imperatrix, en 1984 dans la première anthologie Sword and Sorceress dirigée par Marion Zimmer Bradley. Elle publie ensuite essentiellement des nouvelles dans des anthologies souvent dirigées par Marion Zimmer Bradley. Son premier roman, Jaydium paraît en 1993. 
Vers la fin de sa vie, Marion Zimmer Bradley invite Deborah J. Ross à travailler sur un nouveau roman pour la série La Romance de Ténébreuse. Marion Zimmer Bradley décède avant d'achever ce projet, mais Deborah J. Ros hérite de la série. Depuis 1999, elle écrit des romans se déroulant dans cet univers, qu'elle signe sous son nom de jeune fille, contrairement à toute son œuvre antérieure, parue sous le nom de Deborah Wheeler. 

## Œuvres

### SérieLa Romance de Ténébreuse
- (en) The Fall of Neskaya, 2001
- (en) Zandru's Forge, 2003
- (en) A Flame in Hali, 2004
- (en) The Alton Gift, 2007
- (en) The Hastur Lord, 2010
- (en) The Children of Kings, 2013
- (en) Thunderlord, 2016
- (en) The Laran Gambit, 2022

### SérieSeven-Petaled Shield
1. (en) The Seven-Petaled Shield, 2013
2. (en) Shannivar, 2013
3. (en) The Heir of Khored, 2014

### Romans indépendants
- (en) Jaydium, 1993
- (en) Northlight, 1995
- (en) Collaborators, 2013

### Nouvelles
- (en) Imperatrix, 1984Parue dans Sword and Sorceress I
- (en) Fireweb, 1985Parue dans Sword and Sorceress II
- (en) Midewife, 1986Parue dans Free Amazons of Darkover
- (en) Dragon-Amber, 1986Parue dans Sword and Sorceress III
- (en) Storm God, 1987Parue dans Sword and Sorceress IV
- (en) The Wasteland, 1987Parue dans Red Sun of Darkover, traduit sous le titre de Dévastation en 1997, dans Les Cent Royaumes
- (en) Rite of Vengeance, 1988Parue dans Sword and Sorceress V
- (en) The Death of Brendon Ensolare, 1988Parue dans Four moons of Darkover, traduit sous le titre La mort de Brendon Ensolare en 2000, dans L'Alliance
- (en) Crooked Corn, 1989Parue dans Spells of wonder
- (en) Under the Skin, 1989Parue dans Marion Zimmer Bradley's Fantasy Magazine
- (en) Accurhir Todo; Nada Perdonad, 1990Parue dans Domains of Darkover, traduit sous le même titre en 1997, dans Les Cent Royaumes
- (en) Turnabout, 1990Parue dans Pandora no 25
- (en) A Wolf in the Fold, 1990Parue dans Sword and Sorceress VII
- (en) A Midsummer Night's Gift, 1991Parue dans Renunciates of Darkover
- (en) Madrelita, 1992Parue dans The Magazine of Fantasy & Science Fiction
- (en) Destined for the Tower, 1993Écrit avec Elisabeth Waters. Parue dans Towers of Darkover, traduit sous le titre Destinée à la tour en 2000, dans L'Alliance
- (en) The Sorceress's Apprentice, 1993Parue dans Sword and Sorceress X
- (en) Cradle of Lies, 1994Parue dans Snows od Darkover
- (en) Poisoned Dreams, 1994Parue dans Sword and Sorceress XI
- (en) Our Lady of the Toads, 1995Parue dans Witch Fantastic, anthologie éditée par Mike Resnick
- (en) Survival Skills, 1995Parue dans Sisters of the Night, anthologie éditée par Barbara Hambly
- (en) Goatgrass, 1995Parue dans Star Wars: Tales from Jabba's Palace, anthologie éditée par Kevin J. Anderson
- (en) Mother Moves In, 1995Parue dans Realms of Fantasy
- (en) Unmasking the Ancient Light, 1995Parue dans Ancient Enchantresses, anthologie éditée par Kathleen M. Massie-Ferch
- (en) Transfusion, 1995Parue dans Realms of Fantasy
- (en) Silverblade, 1995Parue dans Sword and Sorceress XII
- (en) Eagle's Beak and Wings of Bronze, 1995Parue dans Realms of Fantasy
- (en) Javier, Dying in the Land of Flowers, 1996Parue dans The Magazine of Fantasy & Science Fiction
- (en) Sing to Me of Love and Shadows, 1996Parue dans Return to Avalon, anthologie éditée par Jennifer Roberson
- (en) The Spirit Arrow, 1996Parue dans Sword and Sorceress XIII
- (en) Summoning the River, 1996Parue dans Warrior Enchantresses, anthologie éditée par Kathleen M. Massie-Ferch
- (en) A Single Soul, 1997Parue dans Sword and Sorceress XIV
- (en) Mother Africa, 1997Parue dans Isaac Asimov's Science Fiction Magazine
- (en) For King and Country, 1997Parue dans Highwaymen: Rogues and Robbers, anthologie éditée par Jennifer Roberson
- (en) What the Dinosaurs Are Like, 1997Parue dans Bruce Coville's Book of Magic
- (en) Harpies Discover Sex, 1998Parue dansMyth Fantastic
- (en) Totem Night, 1998Parue dans Marion Zimmer Bradley's Fantasy World
- (en) The Phoenix Blade, 1998Parue dans Sword and Sorceress XV
- (en) Jilly, 1999Parue dans Bruce Coville's Alien Visitors
- (en) Hellhound, 1999Parue dans Marion Zimmer Bradley's Fantasy Magazine
- (en) Enaree, 1999Parue dans Sword and Sorceress XVI
- (en) Green Chains, 2000Parue dans Isaac Asimov's Science Fiction Magazine
- (en) Nor Iron Bars A Cage, 2000Parue dans Sword and Sorceress XVII
- (en) Heart-Healer, 2002Parue dans Daw's 30th Anniversary Fantasy, anthologie éditée par Betsy Wollheim et Sheila Gilbert
- (en) Bread and Arrows, 2003Parue dans Sword and Sorceress XX